# Яковлев, Николай Матвеевич
Никола́й Матве́евич Я́ковлев 1-й (23 марта 1856 — сентябрь 1919, Орёл) — русский адмирал, участник обороны Порт-Артура.

## Биография
- 26 октября 1873 — Старший юнкер флота.
- 1 мая 1876 — Гардемарин.
- 30 августа 1877 — Мичман.
- 1 января 1882 — Лейтенант.
- 1882 — Окончил механический факультет Николаевской Морской Академии. Приписан к Черноморскому флотскому экипажу.
- 2 апреля 1883 — Переведен на Балтийский флот.
- 10 октября 1884 — И. о. старшего штурмана на фрегате «Светлана».
- 24 октября 1884 — И. о. старшего штурмана на броненосном фрегате «Герцог Эдинбургский».
- 4 мая 1887 — Старший штурман императорской яхты «Держава».
- 4 апреля 1888 — Приписан к Гвардейскому флотскому экипажу.
- Сентябрь 1889 — Отбыл в Смирну для вступления в обязанности флаг-штурмана «отряда судов, сопровождающих Цесаревича совершающего визит в Японию».
- 23 сентября 1893 — Старший офицер императорской яхты «Полярная звезда».
- 1 января 1894 — Капитан 2-го ранга.
- 14 февраля 1896 — Штурманский офицер 1-го разряда.
- 14 мая — 13 октября 1896 — ВРИО командира императорской яхты «Полярная звезда».
- 10 апреля — 8 мая 1897 — Заведующий императорским катером «Дагмар».
- 8 мая — 6 сентября 1897 — Командир императорской яхты «Марево».
- 6 сентября — 4 ноября 1897 — Заведующий катером «Дагмар».
- 1 мая — 4 июля 1898 — Командир императорской яхты «Марево».
- 29 июня 1898 — Переведен в Сибирский флотский экипаж.
- 1898—1899 — Командир канонерской лодки «Манджур».
- 1—23 июня 1899 — ВРИО командира крейсера «Адмирал Корнилов».
- Февраль 1900 — ВРИО командира 14-го флотского экипажа.
- 1901 — Окончил курс военно-морских наук Военно-морской Николаевской академии.
- 6 декабря 1901 — Капитан 1-го ранга, командир эскадренного броненосца «Петропавловск».
- 1904 — Участвовал в обороне Порт-Артура в составе 1-й Тихоокеанской эскадры.
- 31 марта 1904 — Был спасен из воды после гибели броненосца «Петропавловск».
- 19 апреля 1904 — Приказом Е. И. Алексеева уволен в отпуск в Европейскую Россию по болезни.
- 25 октября 1904 — Командир 8-го флотского экипажа и строящегося эскадренного броненосца «Император Павел I».
- 6 декабря 1906 года был произведен «за отличие» в чин контр-адмирала[1].
- 1906—1907 — Начальник штаба Кронштадтского порта.
- 15 января 1907 года назначен исправляющим должность начальника Главного морского штаба[2].
- 1909 — Произведен в вице-адмиралы с утверждением в должности начальника Главного Морского штаба.
- 14 марта 1911 — Член Адмиралтейств-совета.
- 30 июля 1915 — Адмирал.
- 7 октября 1916 года  назначен председателем комиссии по расследованию причин гибели линкора «Императрица Мария».
- 28 апреля 1917 — Уволен от службы, проживал в Петрограде.

В числе заложников расстрелян Орловской ЧК в конце сентября 1919.

## Награды
- Орден Святого Станислава 2-й степени (1892)
- Орден Святой Анны 2-й степени (06.12.1895)
- Орден Святого Владимира 4-й степени с бантом за 25 лет службы в офицерских чинах (1902)
- Орден Святого Владимира 3-й степени с мечами «За отражение атаки японских миноносцев 27 января 1904» (22.03.1904)
- Золотая сабля «За храбрость» (18.05.1904)
- Орден Святого Станислава 1-й степени (13.04.1908)
- Орден Святой Анны 1-й степени (1911)
- Орден Святого Владимира 2-й степени (14.04.1913)
- Орден Белого орла (10.04.1916)
- Медаль «В память русско-турецкой войны 1877—1878» (1878)
- Медаль «В память царствования императора Александра III» (1896)
- Серебряная медаль«В память русско-японской войны» (1906)
- Медаль «В память 200-летия Полтавской битвы» (1909)
- Памятный знак 200-летия Гвардейского флотского экипажа (1910)
- Знак 200-летия общества Петербургских лоцманов (1910)
- Медаль «В память 300-летия царствования дома Романовых» (1913)
- Крест «За Порт-Артур» (1914)
- Медаль «В память 200-летия морского сражения при Гангуте» (1915)
- Медаль «За труды по отличному выполнению всеобщей мобилизации 1914 г.» (1915)

Иностранные:
- Мекленбург-Шверинский орден Грифона, кавалер (1889)
- Сиамский орден Короны, офицер (1891)
- Японский орден Священного сокровища 4-й степени (1891)
- Датский орден Данеброг, командор (1891)
- Прусский орден Красного орла 3-й степени (1892)
- Датский орден Данеброг, командор 1-го класса (1895)
- Греческий орден Спасителя, командор (1895)
- Французский орден Почётного легиона, офицер (1896)
- Шведский орден Меча, большой крест (1908)
- Французский орден Почётного легиона, великий офицер (1908)